# Vie pour vie
Pour plus de détails, voir Fiche technique et Distribution.
Vie pour vie (Жизнь за жизнь, Zhizn za zhizn) est un film russe réalisé par Evgueny Bauer, sorti en 1916,.

## Fiche technique
- Photographie : Boris Zavelev
- Décors : Alekseï Utkin